# Mikuláš Holubec
Mikuláš Holubec, latinsky Nicolaus dictus Holubecz (doložen od 1350, † kolem 1359–1360 Praha) byl pražský římskokatolický kněz, absolvent boloňské univerzity, kanovník kapitul pražské a staroboleslavské, kazatel a druhý ředitel stavby pražské katedrály.

## Život
O jeho původu není nic známo, pravděpodobně pocházel z měšťanské či venkovské rodiny Holubců nebo z Holubic. Absolvoval studia na univerzitě v Bologni, která patřila mezi nejstarší v Itálii a ve středověku proslula právnickou a teologickou fakultou. Holubec byl právník, vystupoval jako arbitr při řešení sporů mezi církevními institucemi. V dobových pramenech je Holubec chválen jako "boloňský doktor, skvělý řečník a kazatel". . Zastával úřady sídelního kanovníka pražské kapituly a kanovníka staroboleslavského. Dále byl až do své smrti správcem kaple sv. Michala pod Vyšehradem, tj. v Podolí. Byl činný jako druhý ředitel stavby svatovítské katedrály v letech 1350-1359, tedy v období architekta Matyáše z Arrasu až do nástupu Petra Parléře.

## Portrétní busta
V triforiu katedrály se dochovala umělecky vynikající portrétní busta Mikuláše Holubce v kanovnickém chórovém plášti s kapucí, z dílny Petra Parléře, i s doprovodným latinským nápisem, tesaným gotickou frakturou. Jméno zní Nicolaus dictus Holubecz (česky: Mikuláš řečený Holubec), místo a data úmrtí hic obiit anno d.m. MCCCL (česky: zde zemřel léta páně 1355), což je letopočet chybný. Z účtů za kamenické práce na stavbě katedrály, dochovaných v Kapitulním archivu pražském, historik Josef Neuwirth dovodil, že Mikuláš Holubec řídil stavbu až do roku 1359.   
Busta je vytesána na třetím pilíři jižní strany chóru, na opačné straně téhož pilíře jako busta prvního ředitele stavby, Buška Linhartova († mezi 1350-1353). Na severní straně chóru mají své busty na 2. pilíři od východu třetí ředitel stavby Beneš Krabice z Weitmile (†1375) a čtvrtý ředitel stavby Ondřej Kotlík († 1380), na 4. pilíři severní strany chóru to je pátý a poslední vyobrazený ředitel stavby, kanovník Václav z Radče († po 1417).